# Flecha Valona 1959
La Flecha Valona 1959 se disputó el 25 de abril de 1959, y supuso la edición número 23 de la carrera. El ganador fue el belga Joseph Hoevenaers. Los también belgas Marcel Janssens y Frans Schoubben fueron segundo y tercero respectivamente.  

## Clasificación final
| Pos. | Ciclista          | Equipo            | Tiempo   |
| ---- | ----------------- | ----------------- | -------- |
| 1    | Joseph Hoevenaers | Faema             | 5h58'07" |
| 2    | Marcel Janssens   | Flandria-Dr. Mann | a 15"    |
| 3    | Frans Schoubben   | Elvé-Peugeot      | m.t.     |
| 4    | Armand Desmet     | Groene Leeuw      | m.t.     |
| 5    | Gilbert Desmet    | Faema             | m.t.     |
| 6    | Agostino Coletto  | Carpano           | a 18"    |
| 7    | Frans De Mulder   | Groene Leeuw      | a 38"    |
| 8    | Léopold Rosseel   | Bertin            | m.t.     |
| 9    | Norbert Kerckhove | Faema             | m.t.     |
| 10   | Noël Fore         | Groene Leeuw      | m.t.     |